# Pastel de fanta

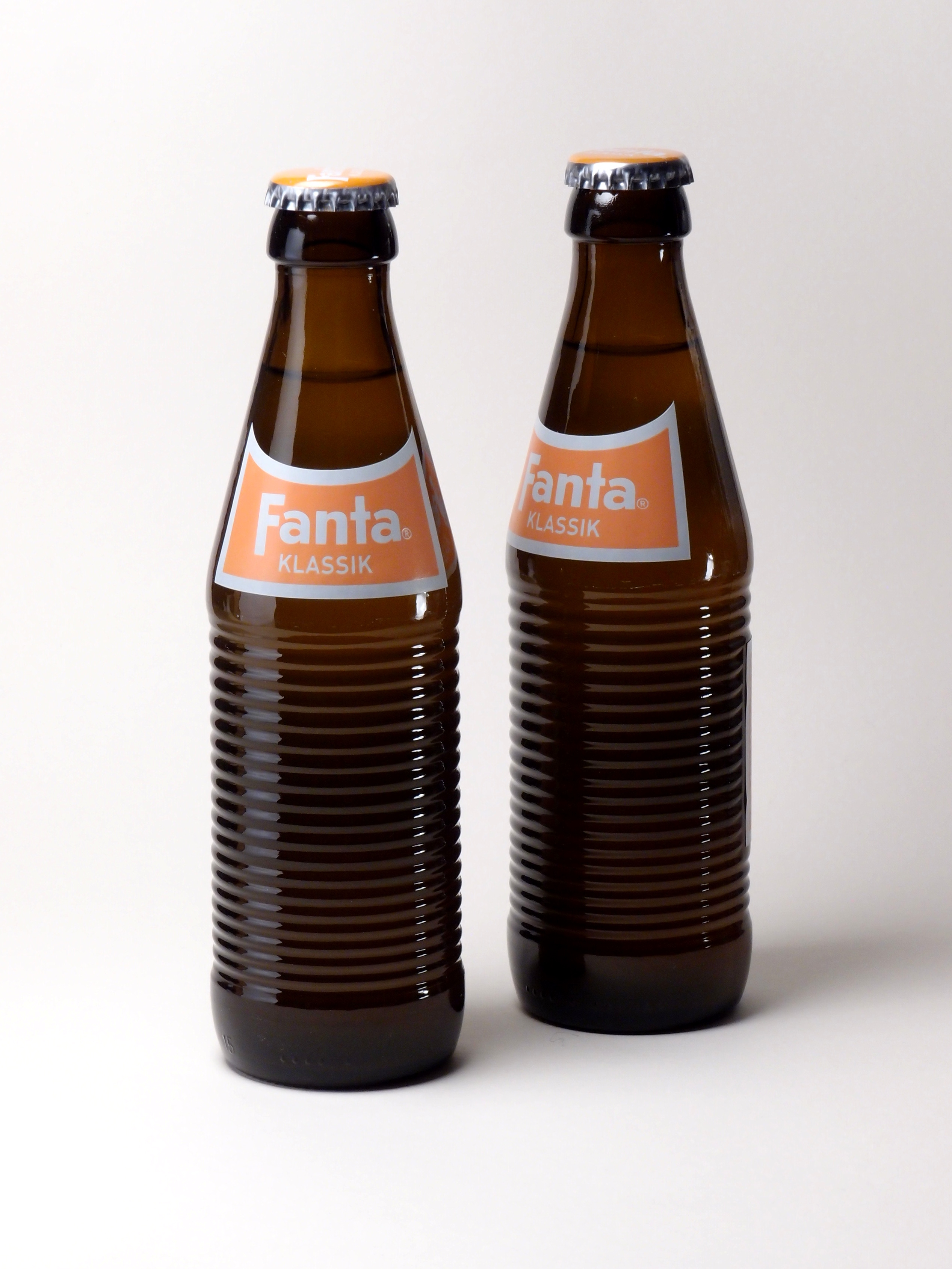
Fanta Klassik se vendía en Alemania con motivo del 75 aniversario de la marca.

El pastel de fanta (en alemán: Fantakuchen) es un pastel originario de Alemania, elaborado con una base de bizcocho. El ingrediente clave de la base del bizcocho es Fanta o agua mineral con gas; por tanto, el bizcocho se vuelve más esponjoso de lo habitual.  La parte superior puede ser un simple glaseado de limón o una capa de crema hecha de crema agria espesa, crema batida, azúcar y mandarinas enlatadas. El pastel de fanta es un pastel que se sirve principalmente en fiestas de cumpleaños o ventas de pasteles. 

## Origen
Fanta fue desarrollada por la sucursal alemana de The Coca-Cola Company durante la Segunda Guerra Mundial, porque los embargos comerciales hacían más difícil obtener algunos ingredientes típicos de los refrescos en Alemania. Fanta se hizo popular no sólo como bebida, sino también como edulcorante en otros platos, como los pasteles.  

## Pastel de refresco
En el sur de Estados Unidos, a mediados del siglo XX surgieron pasteles tradicionales similares que usaban 7 Up, Coca-Cola y Dr Pepper .   Cracker Barrel introdujo el pastel de cola en su menú en la década de 1990, con iteraciones que incluían el "Pastel de Coca-Cola con doble de chocolate y dulce de azúcar ", moda que parece seguir el trend de los "floats" americanos.  